# Kenneth Box
Kenneth Box (Kenneth James „Ken“ Box; * 1. Dezember 1930 in West Derby, Liverpool; † 1. September 2022 in Maroochydore, Queensland, Australien) war ein britischer Sprinter.
1954 startete er für England bei den British Empire and Commonwealth Games in Vancouver. Über 100 Yards scheiterte er im Vorlauf; in der 4-mal-110-Yards-Staffel kam er mit der englischen Mannschaft (Alan Lillington, Brian Shenton und George Ellis) auf den vierten Platz. Im selben Jahr gewann er bei den Leichtathletik-Europameisterschaften in Bern mit der britischen Mannschaft (Ken Jones, George Ellis, Box und Brian Shenton) Silber in der 4-mal-100-Meter-Staffel.
1956 startete er bei den Olympischen Spielen in Melbourne. Über 100 m schied er im Viertelfinale aus; mit der britischen 4-mal-100-Meter-Stafette (Box, Roy Sandstrom, David Segal und Brian Shenton) wurde er Fünfter.
1957 wurde Box über 100 Yards britischer Meister.

## Persönliche Bestzeiten
- 100 Yards: 9,8 s, 1957
- 100 m: 10,6 s, 1956